# Pfarrkirche Ziersdorf

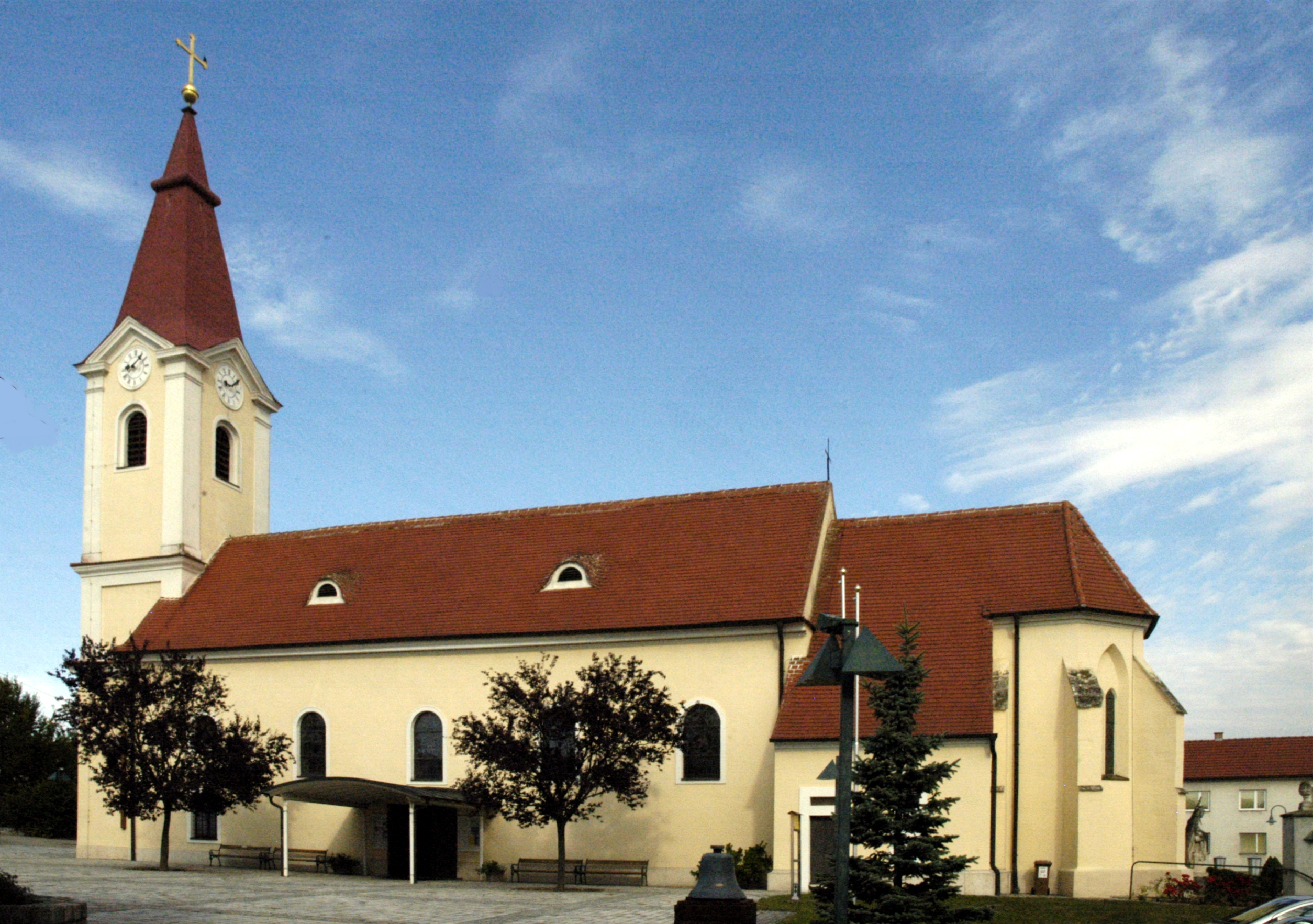
Katholische Pfarrkirche Hll. Wolfgang und Katharina in Ziersdorf

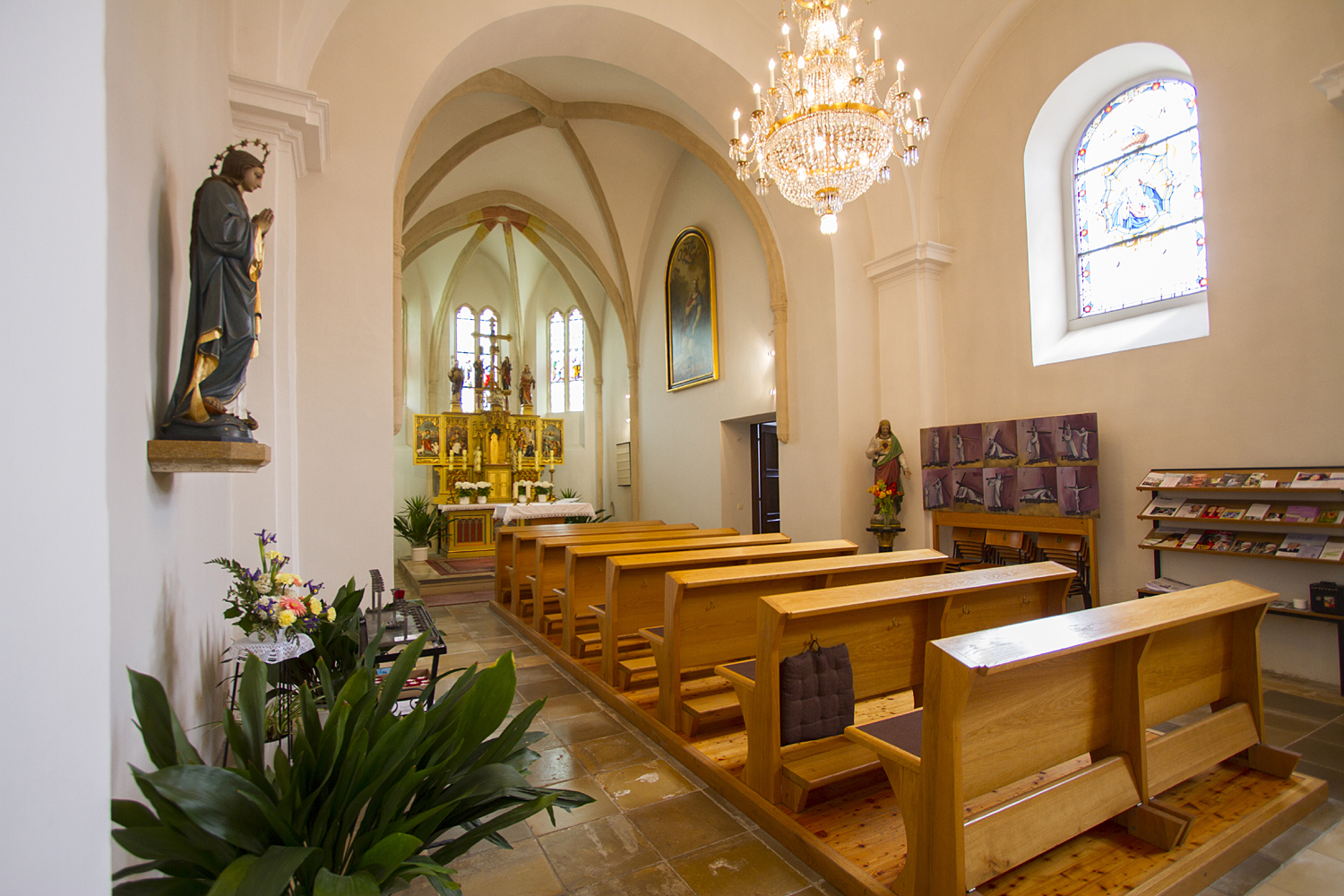
Altbau

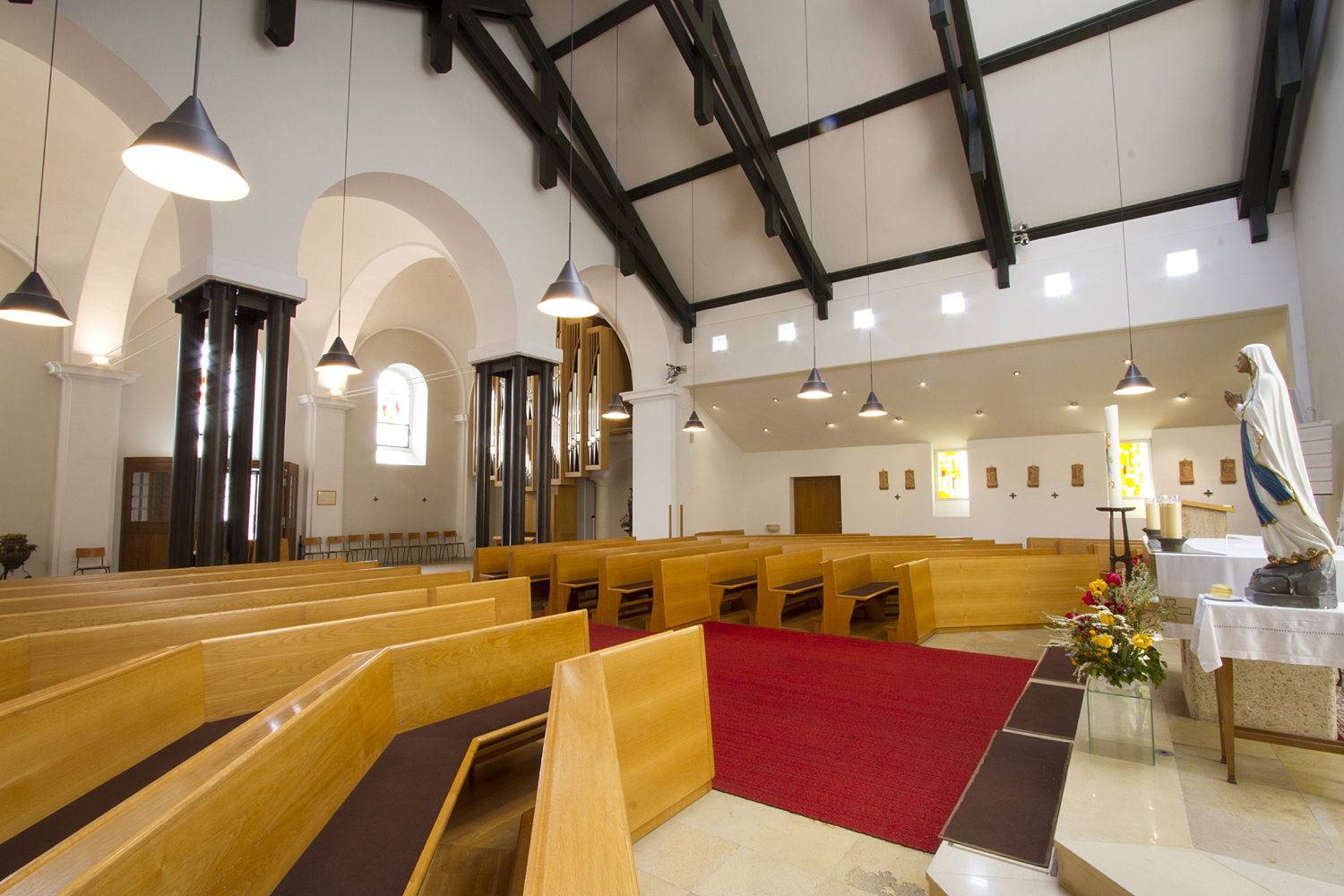
Erweiterungsbau

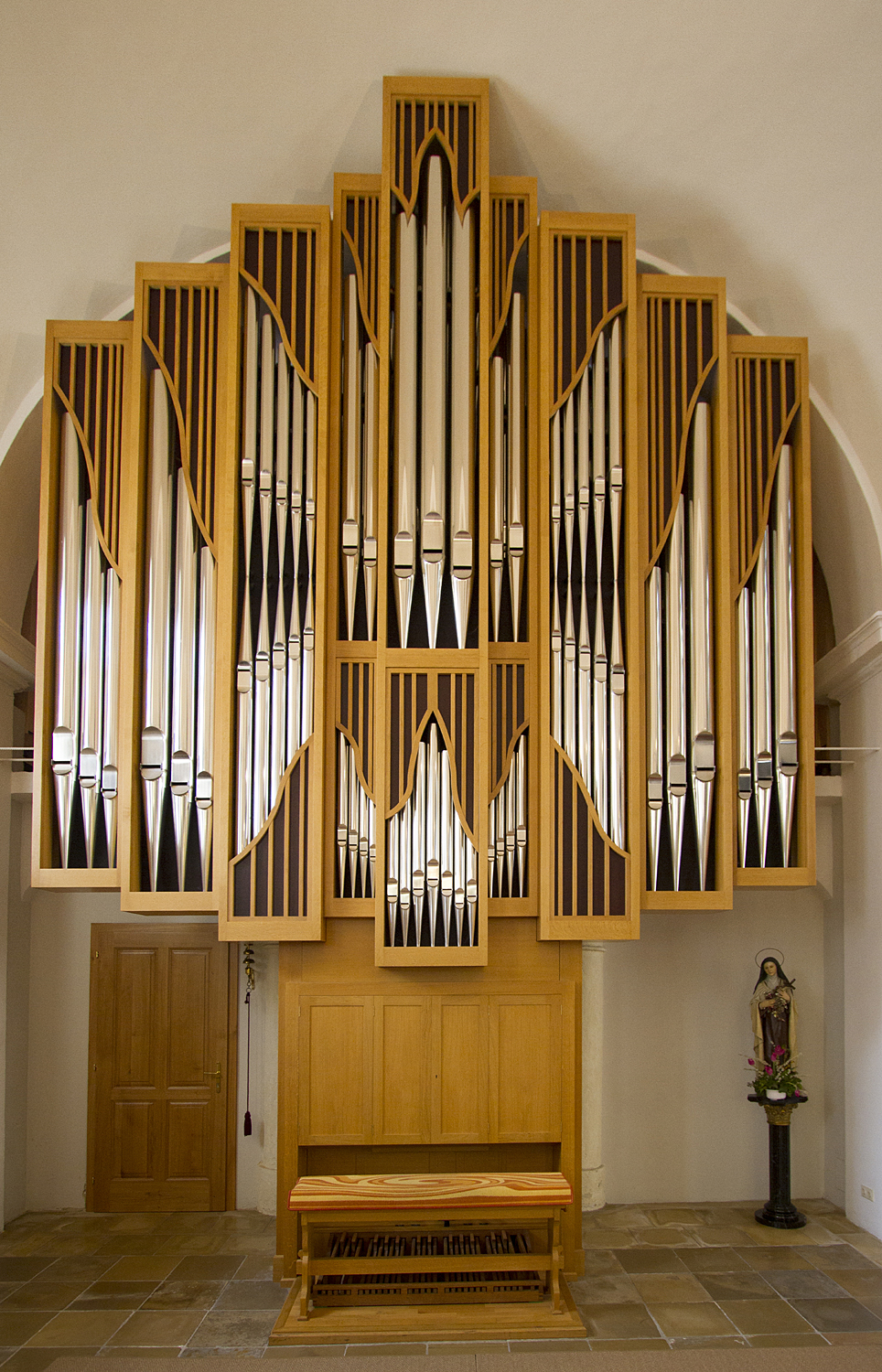
Grenzing Orgel

Die Pfarrkirche Ziersdorf steht im verbauten Ortsgebiet nordöstlich des Ortszentrums der Marktgemeinde Ziersdorf im Bezirk Hollabrunn in Niederösterreich. Die den Patrozinien hl. Wolfgang und hl. Katharina unterstellte römisch-katholische Pfarrkirche gehört zum Dekanat Großweikersdorf im Vikariat Unter dem Manhartsberg der Erzdiözese Wien. Die Kirche steht unter Denkmalschutz (Listeneintrag).

## Geschichte
Der Ursprung der Kirche ist die von Otto von Maissau gestiftete Kapelle 1415. Die Kirche wurde immer wieder neu aufgebaut, aber durch Brände wurde sie immer wieder zerstört. 1841 erfolgte der Wiederaufbau, des heutigen Kirchenaltteiles. Von 1992 bis 1993 erfolgte eine Kirchenerweiterung nach den Plänen des Architekten Sepp Müller. Bei der am 20. und 21. März 2004 Visitation durchgeführte von Kardinal Christoph Schönborn wurden Mängel aufgedeckt, im Visitationsbericht festgeschrieben und Auflagen zu Verbesserungen ausgesprochen. Teilweise betrifft es Tätigkeiten und Einrichtungen, die der Fertigstellung der 1992–1993 erfolgten Kirchenerweiterung zuzuordnen sind.

## Kirchenerweiterung

### Gedanken des Architekten zur Kirchenerweiterung
Ziersdorf hatte seine Kirche lange Zeit städtebaulich betrachtet und mit mittelalterlichen dichter Bausubstanz umfasst. Die Pfarrkirche Hl. Katharina und St. Wolfgang in Ziersdorf wartet neben ihrem historischen Kern und erhaltener gotischer Apsis mit einer großzügigen baulichen Erweiterung aus dem Jahre 1993 auf.
Die benachbarten Wohngebäude waren an den langgestreckten Baukörper herangewachsen, nur der gotische Chor hat sich im Norden, am jetzigen Johann-Steinböck-Platz, mühsam behauptet. Allein Turm und alter Haupteingang bestimmt auf dem kleinen vorgelagerten Platz, dem auch schon die alte Schule das Gegenüber bot, die Hauptachse.
Die Pfarrkirche ist aus mittelalterlichen Grundelementen gewachsen.
Nach dem Brand von 1841 wurde das ursprüngliche gotische Bauwerk, teils aus dem 14. Jahrhundert, erneuert. Das dreijochige Längsschiff mit zwei Jochen ergänzt und im Süden durch einen Turm bekrönt.
Alle Bauteile sind in ihrer Art bedeutsam und besonders wertvoll und bieten dem Denkmalpfleger ablesbare Geschichten nicht nur in Skulpturen und bildlichen Darstellungen, sondern auch in Ziegel, Mauerstein oder Verputzmaterial.
Dieser vielschichtige historische Hintergrund war daher die Basis, von der aus die ersten Überlegungen zur Vergrößerung des Kirchenraumes vom Architekten angestellt wurden.
Wegen der noch vor einigen Jahren einengenden nachbarlichen Bausubstanz war die Ausbauachse auf dem von der Pfarre als einzige Erweiterungsfläche erworbenen Grundstück Höller festgeschrieben.
Aus der Situation ergab sich bei der Grundrissformulierung die Notwendigkeit der Abkehr von der Hauptsache der bestehenden Kirche. Der Zubau wurde nun Mittelpunkt der neuen Anlage, in dem der neue Altar seinen Platz finden musste. Außerdem war abzuleiten, dass sich die neue Achse auf dem vorstehenden Eingang in der östlichen Längswand aufbauend entwickeln musste.
Die räumliche Verbindung von Alt und Neu war klar zu signalisieren und findet Ausdruck in drei bogenförmigen, in die Längswand eingeschnittenen Maueröffnungen, die durch maßvolle stählerne Säulen getragen werden.
Konstruktiv und formal setzt sich der neue Kirchenraum vom alten Längsschiff mit seinen Platzlgewölben ab. Das Holztragwerk soll als Erinnerung an das traditionelle Bauelement in der ländlichen Region wirksam werden.
Das alte Längsschiff (nun Querschiff) ist eingebunden im Gesamtkonzept, aber gleichzeitig getrennt und kann so die neuen Funktionen einerseits der Werktagskapelle mit dem neugotischen Hochaltar übernehmen und andererseits denn Ausspracheraum, den Beichtstuhl und die Sakristei beherbergen.
Im alten Kirchenraum wurde der Fußboden wieder mit den vorhandenen alten, die Erweiterungsflächen mit neuen Kelheimer Platten belegt. Unterstrichen wird die Einheit
beider Bauteile ebenso durch die gefühlvoll abgestimmte Wand- und Denkfärbelung.
Im Untergeschoß des neuen Bauteiles konnten durch Ausnützung angefallener Niveaudifferenzen noch Räume gewonnen werden, die der Meditation und der Kommunikation dienen sollen.
Durch die Umsicht der Gemeindeverwaltung ist es letztlich gelungen, der neuen Kirche auch die Fassade zu geben und das Umfeld entscheidend abzustecken. Der Schulplatz wird räumlich großzügig bis zum Johann-Steinböck-Platz erweitert und gärtnerisch gestaltet und bietet so einen repräsentativen Vorplatz zum neuen Kirchenraum.

### Vorgeschichte der Kirchenerweiterung von Ziersdorf
Als der nunmehrige Pfarrer vor fast 22 Jahren sein Amt in der Pfarrgemeinde Ziersdorf antrat und dabei auch gleich einen zweiten Pfarrer, Fahndorf, zu betreuen bekam, war damit der Grundstock gelegt für etwas Neue im kirchlichen Denken: für einen Pfarrverband. Vieles wurde seit damals schon von beiden Pfarren gemeinsam geplant und durchgeführt. Im Dezember 1974, also vor beinahe 19 Jahren, nahm durch die 3. zu betreuende Pfarre Rohrbach bestehen aus drei Teilgemeinden, Dippersdorf, Kiblitz und Rorbach, ein Pfarrverband im Planen konkrete Formen an. Die Größe der Pfarren, das Angebot an Seelsorgsräumen, die Terminfragen und auch vor allem das Bewusstsein Kirche über die Pfarrgrenzen hinaus zu sein, führten zu engen Verflechtungen gesellschaftlicher und kirchlicher Art, wie die Gestaltung von Feiern, Gottesdiensten, Wallfahrten und die verschiedenen Formen seelsorglicher Arbeit in Kinder-, Jugend- und Erwachsenenbereichen. Wichtigstes Bindeglied war außer dem gemeinsamen Pfarrseelsorger das gemeinsame „Pfarrblatt des Pfarrverbandes Ziersdorf im Schmidertal“, das einen Überblick über Gottesdienst und andere Aktivitäten in den Gemeinden gab.
Im November 1982 stieß die Pfarre Gettsdorf mit den Teilgemeinden Hollenstein, Gettsdorf und Minichhofen dazu, 1986 Radlbrunn, das einen eigenen Seelsorger, P. DR. Edmund K. Tanzer OC ist vom Stift Lilienfeld, hat und 1988 auch Großmeiseldorf, das von ihm ebenfalls seit 1988 betreut wurde. es gab sich nunmehr die Situation eines Pfarrverbandes, dessen Pfarren alle derselben Großgemeinde, der Marktgemeinde Ziersdorf, angehören, betreut von zwei Priestern. In 7 Kirchen finden an den Wochenenden (Samstag/Sonntag) Sonntagsgottesdienste statt. Ein verdienter pensionierter Priester, KR August Kern, leistet im Rahmen des Möglichen seinen Beitrag bei der Feier der Gottesdienste.
Eine der kleinsten Kirchen war, bedingt durch geschichtliche Gründe, die Pfarrkirche von Ziersdorf, die auch durch ihre unvorteilhafte Form (Innenraum 6,5 × 24 m) der gottesdienstlichen Feier sehr hinderlich war. Der Gedanke an eine Kirchenerweiterung lag daher nahe. Nachdem in den Jahren 1971/72 das Pfarrheim und 1974/75 der Pfarrhof als Neubauten errichtet worden waren, wurde immer öfter das Problem des ungenügenden Kirchenraumes überlegt. 1984 ergab sich nun durch ein Angebot des Kirchennachbarn Karl Höller, buchstäblich über Nacht, die Gelegenheit, das Kirchengrundstück durch Zukauf zu erweitern. Mit Hilfe der Marktgemeinde, des Stiftes Melk und der Erzdiözese konnte dieses Grundstück von ca. 680 m² erworben werden, wodurch die wichtigste Vorbedingung erfüllt war. Entscheiden Antrieb erhielt die Sache durch das Interesse des im Jahr 1986 ernannten neuen Erzbischofs, Kardinal Hans Hermann Groer. Mit seiner Unterstützung nahm zuerst langsam, dann aber immer rascher, das Projekt Formen an, bis schließlich 1990 an die Verwirklichung geschritten wurde. Nach einigem Hin und Her durch Anrainereinwände kam es endlich im Mai 1992 zum endgültigen Baubeginn und führte beinahe binnen Jahresfrist zur Verwirklichung.

## Ausstattung
Der neue Volksaltar wurde vom Bildhauer Josef Weinbub aus Limerger Sedimentgestein geschaffen.

### Orgel
Die neue Orgel baute 2010 Gerhard Grenzing. Das neue Instrument sollte sich am Stil von Aristide Cavaillé Coll orientieren. Sie ist die einzige Orgel die aus Spanien importiert wurde. Im Sinne des künstlerischen Gesamtkonzeptes wird der gewachsene Sakralraum zum 900-Jahr-Jubiläum der Marktgemeinde mit einer neuen Orgel der Werkstätte Gerhard Grenzing/El Papiol-Barcelona ausgestattet.
Die diversen Vorgängerinstrumente waren dem jeweiligen Zeitgeschmack verpflichtet, der Orgelneubau entspricht mit mechanischen Schleifladen nach klassischem Bauprinzip und symphonisch orientiertem Klangcharakter hohen liturgischen und konzertanten Ansprüchen. Die Vorgänger-Orgel aus 1969 von Arnulf Klebel mit 14 Registern befindet sich seit 1991 in der Pfarrkirche Absdorf.